# クラクフ条約
クラクフ条約（クラクフじょうやく、ポーランド語: Traktat krakowski、ドイツ語: Vertrag von Krakau）は、1525年4月8日にポーランド王国とドイツ騎士団の間で締結された条約。条約により、1519年に開戦し1521年に停戦したポーランド・ドイツ騎士団戦争が正式に終結した。
条約はドイツ騎士団総長アルブレヒト・フォン・ブランデンブルク＝アンスバッハに自由を与えて騎士団から分離、ドイツ騎士団国の世俗化により成立したプロイセン公国の公に叙した。4月10日のプロイセンの臣従により正式なものとなった。